# Abida Hussain
Artykuł ten został zgłoszony do umieszczenia na stronie głównej w rubryce „Czy wiesz”.
Pomóż nam go sprawdzić: oceń zgłoszoną nominację.
Syeda Abida Hussain–Imam (ur. 1948 w Jhang) – pakistańska polityczka. Pierwsza kobieta zarządzająca miastem oraz pierwsza kobieta wybrana do parlamentu w historii Pakistanu (Zgromadzenie Narodowe).

## Życiorys

### Młodość, edukacja i kariera zawodowa
Jej ojcem był bogatym właścicielem ziemskim w Pakistanie, posiadającym tysiące akrów ziemi oraz deputowanym Zgromadzenia Konstytucyjnego Indii (przed podziałem Indii Brytyjskich). Jest jedynaczką. Uczęszczała do szkoły średniej w Szwajcarii. Studiowała sztukę i architekturę we Florencji.

### Działalność polityczna
Działalność polityczną rozpoczęła po śmierci ojca w 1971 roku, w wieku 25 lat. W latach 70. należała do Pakistańskiej Partii Ludowej (PPL), w latach 90. do Muzułmańskiej Ligi Pakistanu, a w czasach rządów wojska pozostawała bezpartyjna, aby po ich obaleniu powrócić do PPL.
W latach 1972–1977 była członkinią regionalnego samorządu prowincji Pendżab. W 1979 roku została pierwszą kobietą zarządzającą miastem w Pakistanie, gdy została przewodniczącą rady miasta Jhang.
Z powodzeniem wystartowała w wyborach generalnych w Pakistanie w 1985 roku do Zgromadzenia Narodowego Pakistanu. Została pierwszą kobietą wybraną do parlamentu w historii kraju. W parlamencie służyła w latach 1985–1988, 1988–1990, 1990–1993 oraz ponownie od 1997 do 1999 roku (do zamachu stanu w Pakistanie w 1999 roku).
W latach 1991–1993 była ambasadorką Pakistanu w Stanach Zjednoczonych, jako pierwsza kobieta na tym stanowisku. W latach 1997–1999 pełniła funkcję ministry ds. żywności i rolnictwa.

### Życie prywatne i pozostała działalność
Jej mężem jest Syed Fakhar Imam, przewodniczący pakistańskiego parlamentu oraz minister w kilku pakistańskich rządach. Mają trójkę dzieci. Ich syn, Syed Abid Hussain Imam, angażuje się w pakistańską politykę na poziomie samorządowym. Ich córka, Syeda Sughra Imam, od marca 2009 do marca 2015 roku była członkinią Senatu Pakistanu oraz ministrą ds. opieki społecznej od 24 listopada 2003 do jej rezygnacji 18 czerwca 2004.
Wydała książkę opisującą polityczną drogę kobiet w Pakistanie pod tytułem Power Failure – The Political Odyssey of a Pakistani Woman w Oxford University Press.